# Paproć (stacja kolejowa)
Paproć – wąskotorowa stacja kolejowa w Paproci, niewielkim przysiółku Rud zlokalizowana w kilometrze 43,1 linii kolejowej Bytom Karb Wąskotorowy - Markowice Raciborskie Wąskotorowe Górnośląskich Kolei Wąskotorowych. W latach 1899–1945 odcinek, na którym znajduje się ta stacja, był częścią kolei Gliwice Trynek - Rudy - Racibórz. Stacja została otwarta w 1901 roku, a zamknięta dla ruchu pasażerskiego w roku 1966. Ze stacji odgałęziała się niegdyś bocznica do tartaku książęcego. Obecnie stacja ponownie jest czynna za sprawą kursującej do niej kolejki turystycznej z Rud.